# Rezerwat przyrody Lasy Naturalne Puszczy Białowieskiej
Lasy Naturalne Puszczy Białowieskiej – rezerwat przyrody położony w gminach: Białowieża, Hajnówka i Narewka, w powiecie hajnowskim, w województwie podlaskim. Według aktu powołującego zajmuje powierzchnię 8581,62 ha. Składa się z 19 fragmentów o różnej wielkości i kształcie, położonych na terenie nadleśnictw Białowieża, Browsk i Hajnówka.

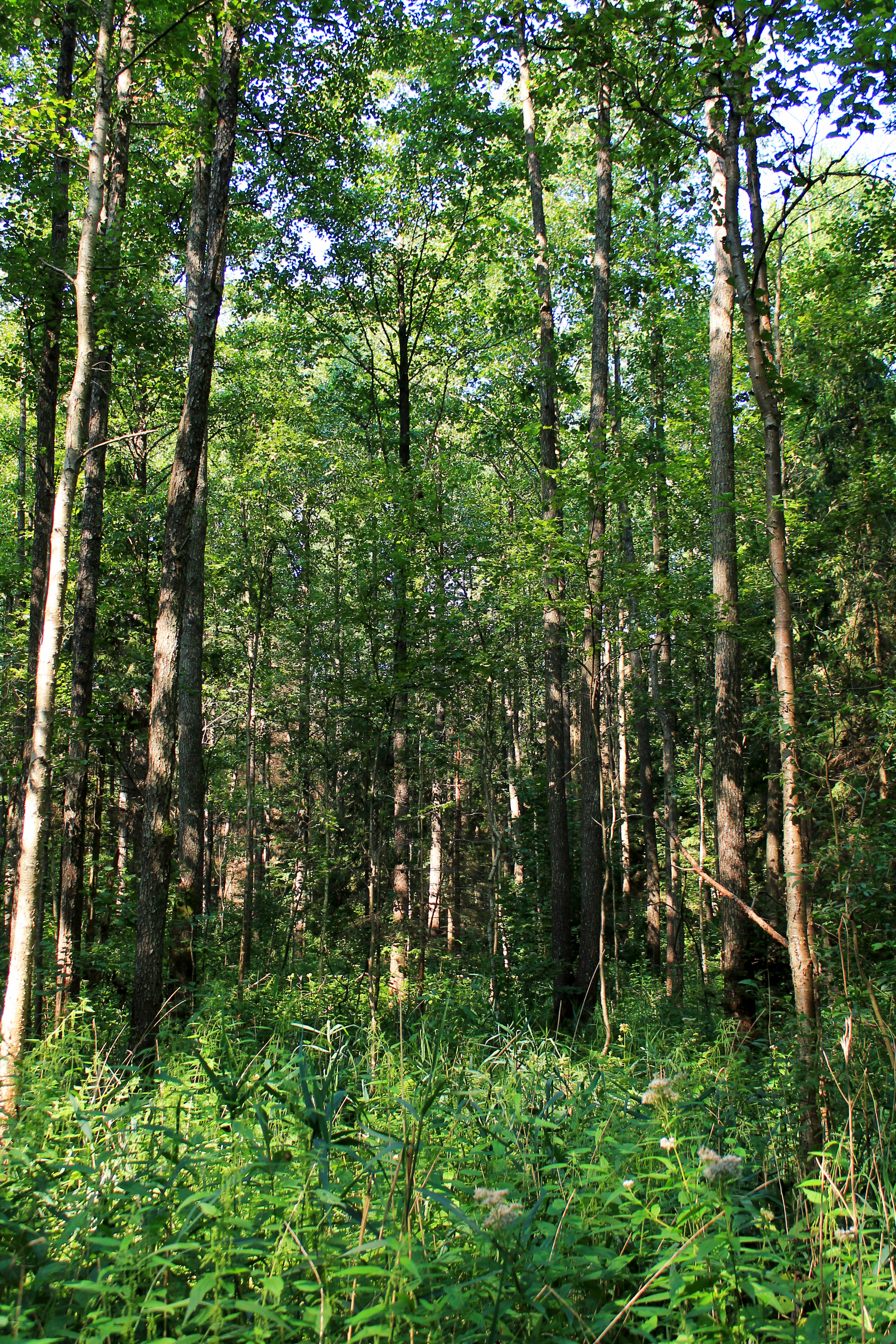
Fragment rezerwatu

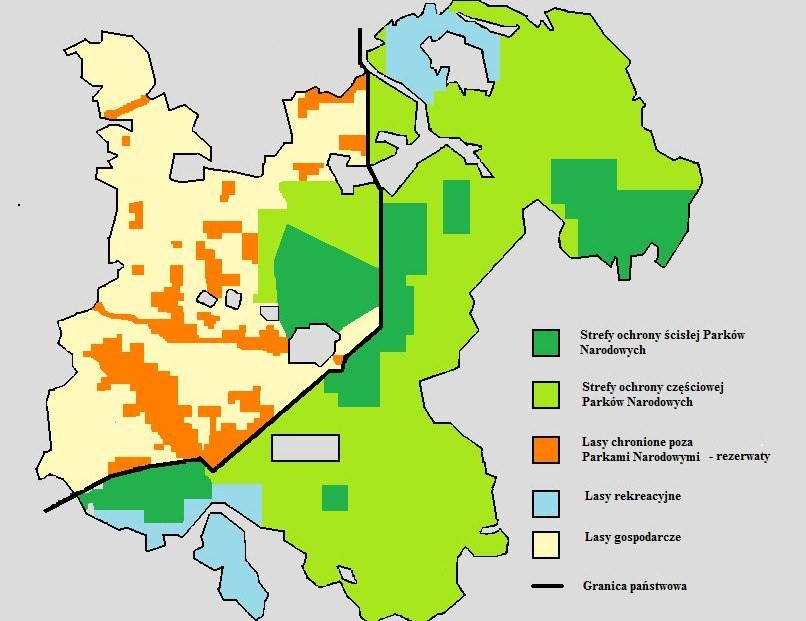
Mapa obszarów chronionych w polskiej i białoruskiej części Puszczy Białowieskiej. Na pomarańczowo oznaczono tereny rezerwatu „Lasy Naturalne Puszczy Białowieskiej” i innych polskich rezerwatów.

Został powołany zarządzeniem Ministra Środowiska Czesława Śleziaka z 25 czerwca 2003. Stworzony dla ochrony: lasów naturalnych i zbliżonych do naturalnych, typowych dla Puszczy Białowieskiej łęgów i olsów oraz siedlisk leśnych z dominacją starych drzewostanów z dużym udziałem olszy, dębu, jesionu, a także licznych gatunków rzadkich i chronionych roślin zielnych, grzybów i zwierząt oraz utrzymaniem procesów ekologicznych i zachowaniem różnorodności biologicznej.
Około 3000 ha zajmują najlepiej zachowane lasy, o wysokim stopniu naturalności. Pozostałą część zajmują starodrzewy gospodarcze o nieco zubożałym składzie gatunkowym oraz drzewostany w wieku od kilkunastu do 90 lat.
Rezerwat nie ma aktualnego planu ochrony, posiada natomiast obowiązujące zadania ochronne, na podstawie których jego obszar objęty jest ochroną czynną.